# Frank Weston Benson

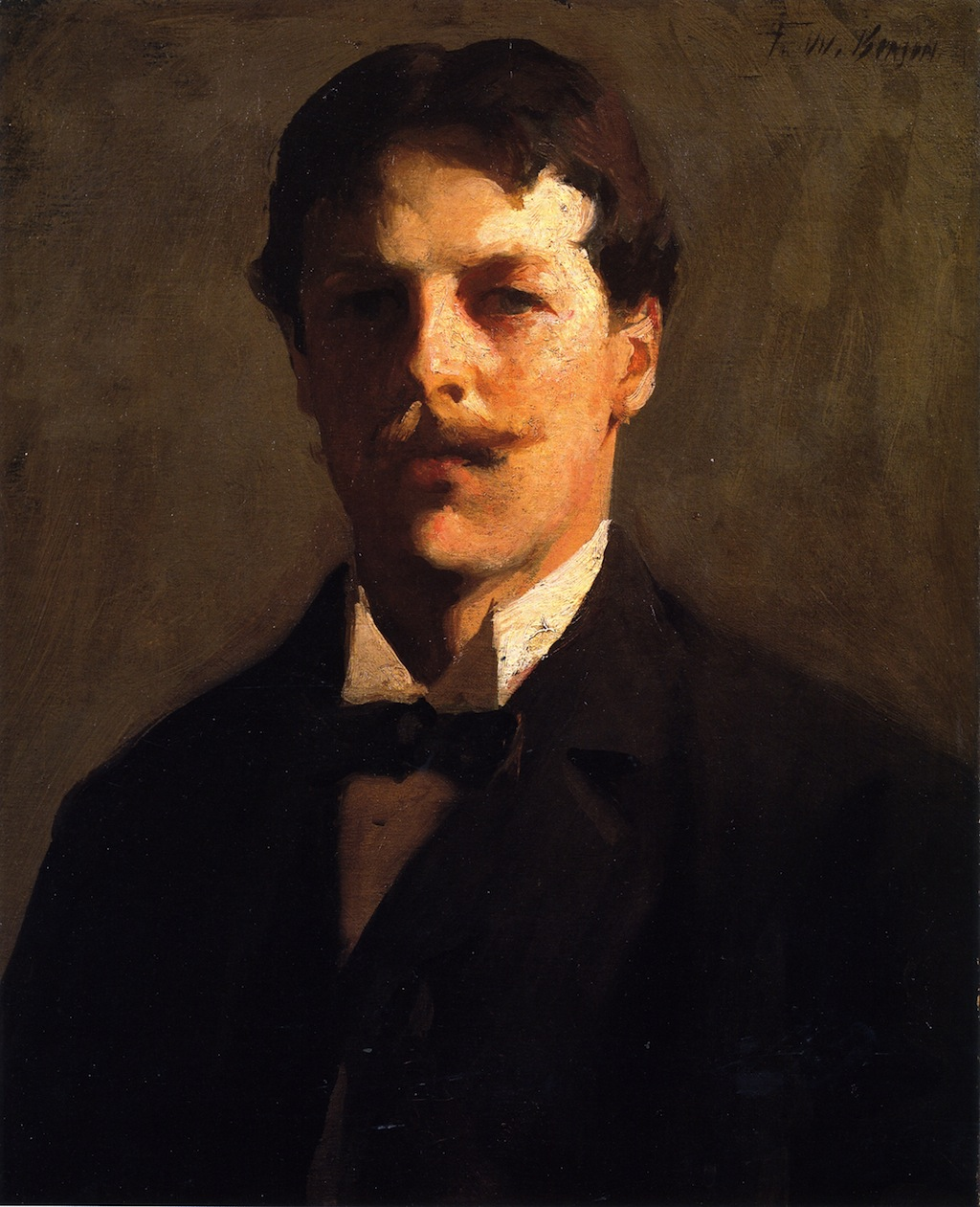
Frank Weston Benson Autorretrato 1898

Frank Weston Benson, conocido con frecuencia como Frank W. Benson, (24 de marzo de 1862 - 15 de noviembre de 1951) fue un artista estadounidense originario de Salem, Massachusetts, conocido por sus retratos realistas, sus pinturas impresionistas estadounidenses, sus acuarelas y grabados. Comenzó su carrera pintando retratos de familias distinguidas y murales para la Biblioteca del Congreso. Algunas de sus pinturas más conocidas (Eleanor, Museo de Bellas Artes, Boston; Summer, Museo de la Escuela de Diseño de Rhode Island) representan a sus hijas al aire libre en la casa de verano de Benson, Wooster Farm, en la isla de North Haven, Maine. También produjo numerosos óleos, aguadas y acuarelas y aguafuertes de aves silvestres y paisajes.
En 1880, Benson comenzó a estudiar en la Escuela del Museo de Bellas Artes de Boston con Otto Grundmann y Frederic Crowninshield. En 1883 viajó a París para estudiar en la Académie Julian. Disfrutó de una distinguida carrera como profesor y jefe de departamento en la Escuela del Museo de Bellas Artes de Boston. Fue miembro fundador de los Diez Pintores Americanos, la Academia Americana de las Artes y las Letras y el Gremio de Artistas de Boston. .

## Biografía

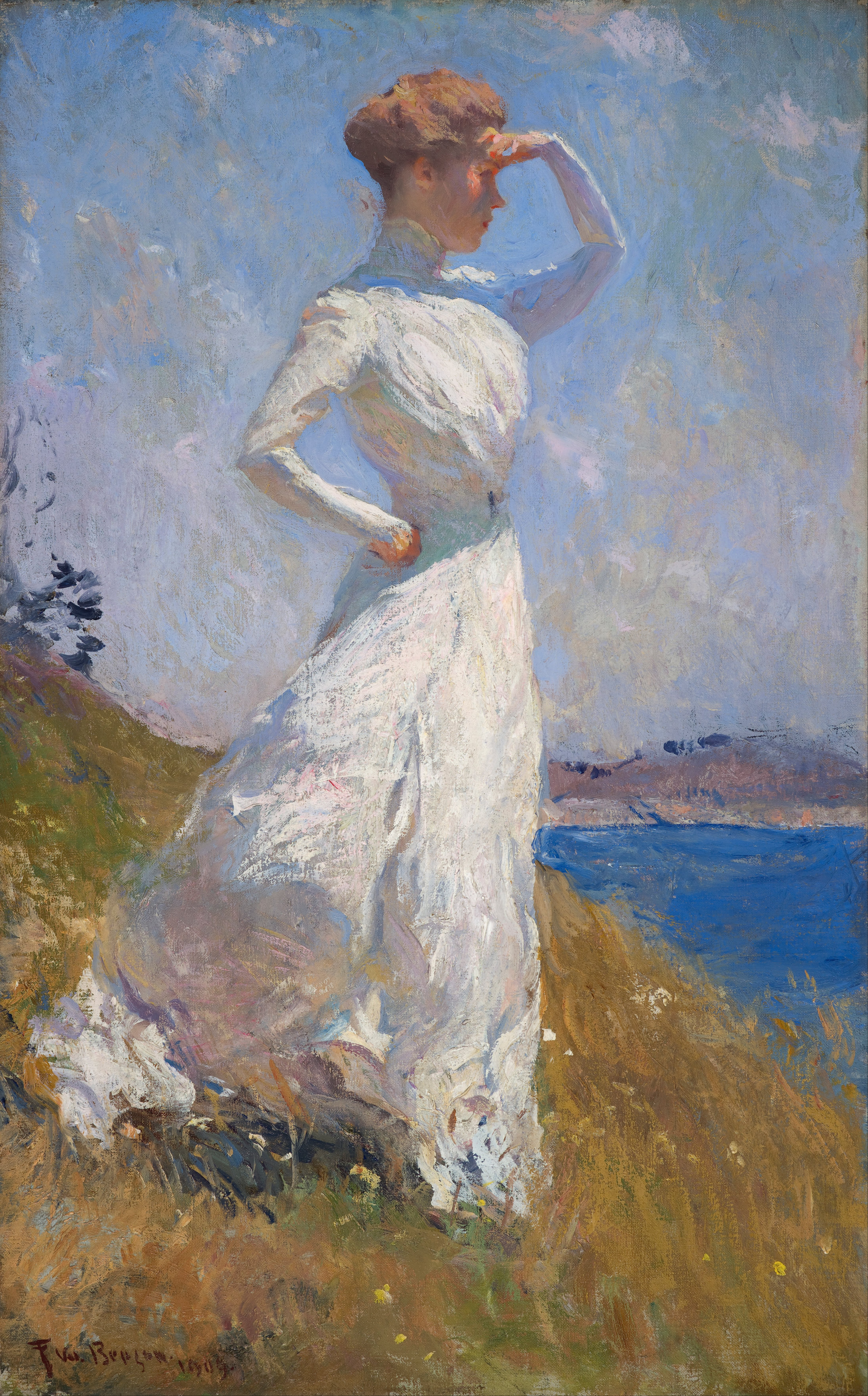
Verano (1909)

### Primeros años
Frank Weston Benson fue hijo de George Wiggin Benson, corredor de algodón acomodado, y Elisabeth Poole, : 13 de las familias que fundaron Salem, Massachusetts. Benson heredó su aprecio por el mar de su abuelo, el capitán Samuel Benson. Cuando tenía 12 años, le regalaron un velero : 13 en el que exploró las vías fluviales y los pantanos de la zona y compitió contra su hermano, John Prentiss Benson. Para fomentar la actividad educativa, los padres de Benson les dieron a sus hijos una asignación semanal para fomentar el estudio independiente y pasatiempos, como las clases de baile del Salem's Hamilton Hall, las conferencias en el Lyceum o equipo para la fotografía. Los hermanos se mantuvieron activos participando en deportes, así como en la pesca y la caza. : 16–17 

El padre de Benson le regaló una escopeta y le enseñó a cazar las aves costeras a lo largo del North Shore y aves silvestres en los campos y pantanos locales. : 13 Pasaba casi todos sus fines de semana cazando o pescando en los campos, pantanos y arroyos. : 16–17 A su buen amigo Dan Henderson, le escribió lo siguiente sobre sus aventuras infantiles:
"Solíamos pasar los sábados cazando fochas en el puerto de Salem. Luego, después de trabajar duro todo el día para conseguir un ave, nos reuníamos en casa de Sam Shrum o en la mía lo comentábamos hasta que teníamos tanto sueño que no podíamos mantener la cabeza erguida. Qué minuciosa cuenta tuvo que dar cada uno de cada movimiento de cada ave vista y cada tiro fallado. Era casi criminal fallar un tiro fácil en esos días, así que había que inventar muchas excusas. Una palabra habría servido para todos en mi caso si se hubiera inventado entonces, generalmente estaba 'desconcertado', creo, cuando tú y yo nos íbamos a esconder". : 16–17 
Su hermano, John Prentiss Benson, fue arquitecto y también pintor por derecho propio. Ambos hijos pueden haber sido influenciados por su madre, Elisabeth Poole Benson, de quien Frank comentó una vez que tenía "una pequeña habitación" en el último piso de su casa donde iba a pintar y "olvidarse del resto del mundo".

### Estudios artísticos
Como ávido observador de aves y cazador de aves silvestres, Benson quería ser ilustrador ornitológico. : 8 A los 16 años pintó Rail, uno de sus primeros óleos, tras una cacería. : 8 Comenzó sus estudios en la Escuela del Museo de Bellas Artes de Boston en 1880, : 263 y allí se hizo amigo de Joseph Lindon Smith, : 20 Robert Reid y Edmund Charles Tarbell. Aprovechando lo que aprendió, Benson dio clases de dibujo en Salem y pintó paisajes durante el verano de 1882. : 263 

Al cumpir 21 años sus padres le dieron un regalo de 2.000 dólares para estudiar en Europa. Viajó a París y estudió en la Académie Julien de 1883 a 1884 con Edmund Tarbell y Joseph Lindon Smith; Joseph Lindon Smith y Benson compartían un apartamento. : 263  En la Academia, Benson estudió con Jules-Joseph Lefebvre, William Turner Dannat y Gustave Boulanger. Gustave Boulanger, uno de los profesores de Benson en la Académie Julien, le dijo: "Joven, tu carrera está en tus manos... lo harás muy bien". Después de sus estudios en la Académie Julien, Benson viajó a la Real Academia de Inglaterra para ver una exposición. También pasó un tiempo en Italia, Bélgica, Alemania y la Bretaña.

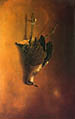
Ferrocarril, c. 1878–1879, colección privada
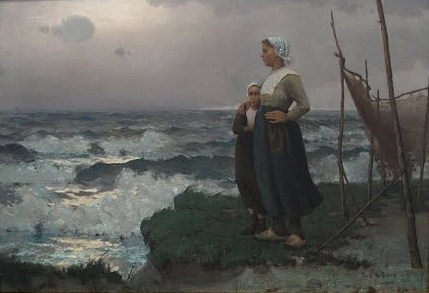
Después de la tormenta, 1884, Colección particular
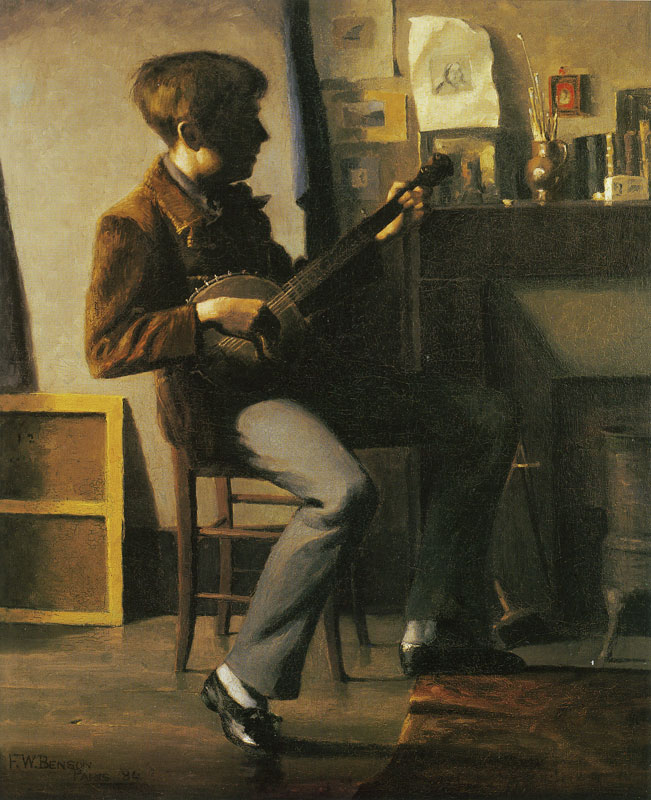
Retrato de Joseph Lindon Smith, 1884, colección privada

### Matrimonio e hijos
En el verano de 1884, Benson pintó en Concarneau, junto con Willard Metcalf y Edward Simmons. Mientras estuvo allí, Benson se comprometió con la hija de unos amigos de Salem, Massachusetts, Ellen Perry Peirson. Se casaron en 1888 cuando Benson se había establecido como pintor y criaron a cuatro hijos: Eleanor (nacida en 1890), George (nacido en 1891), Elisabeth (nacida en 1892) y Sylvia (nacida en 1898). : 263 

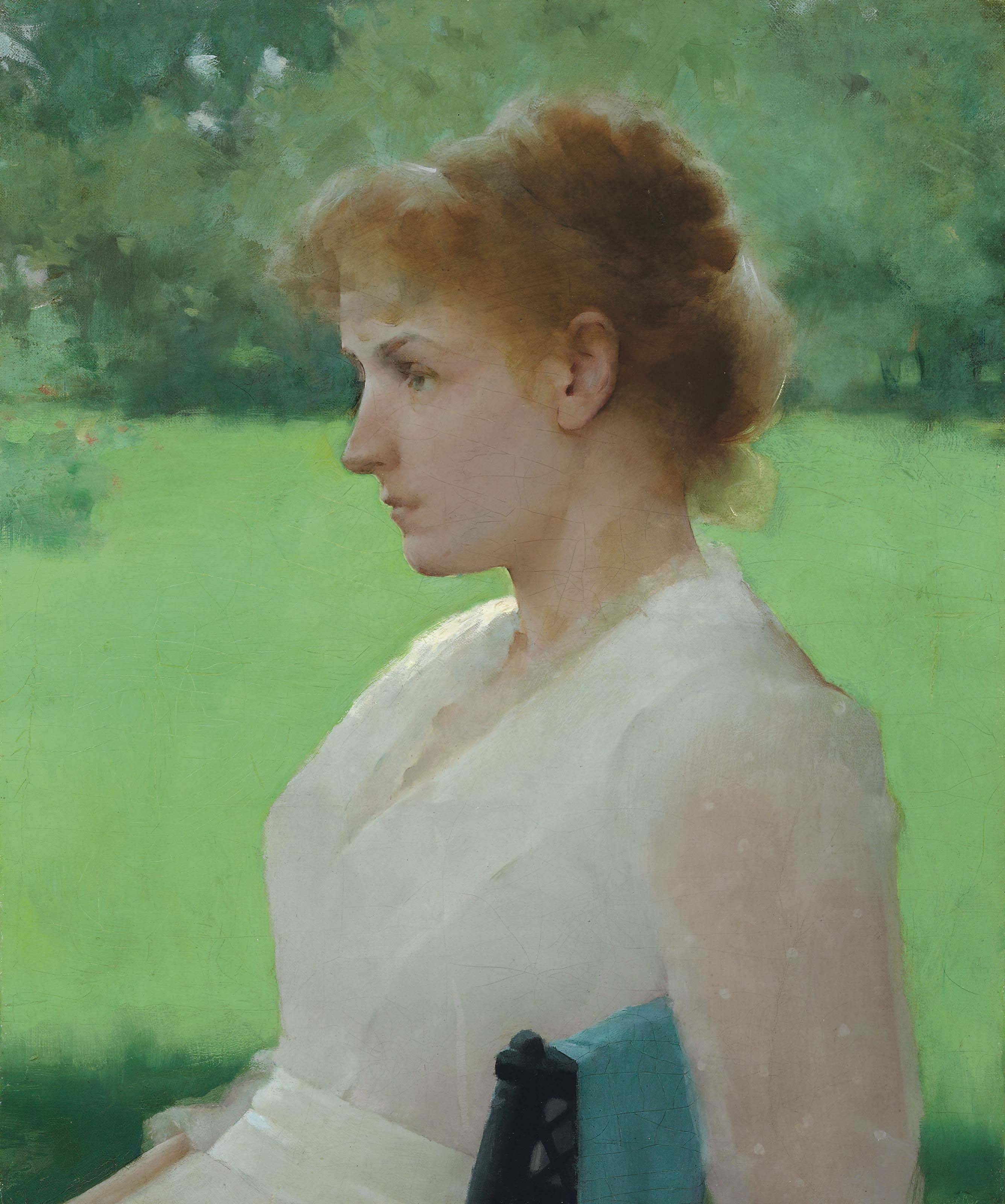
En Verano, 1887, Colección particular. Retrato de Ellen Perry Peirson.
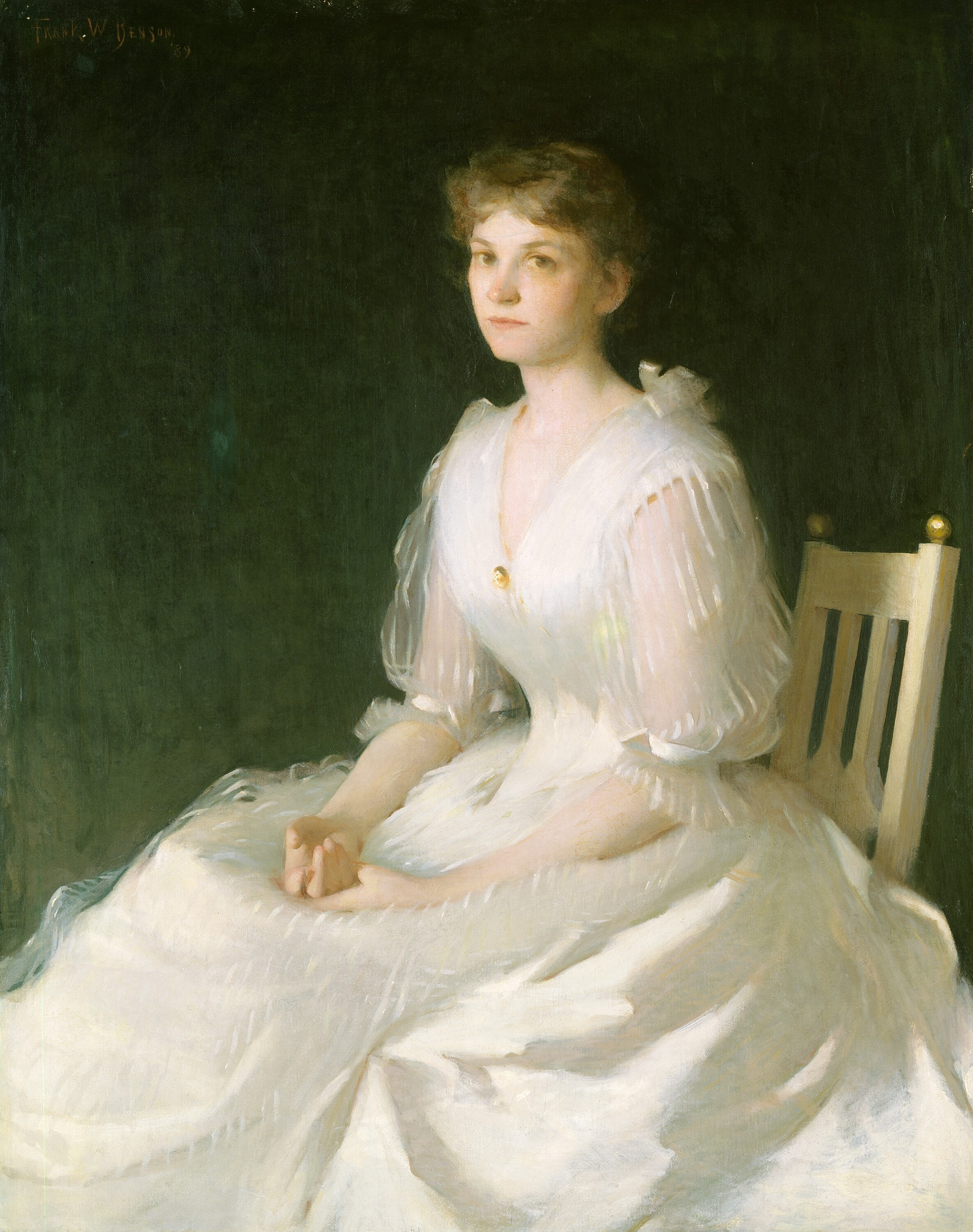
Retrato de mi esposa, 1889, Galería Nacional de Arte, Washington DC

### Profesor
Benson se convirtió en profesor de la Escuela de Arte de Portland, Maine en 1886. : 263  En la primavera de 1889 comenzó a enseñar dibujo clásico en la Escuela del Museo de Bellas Artes de Boston y en 1890 se convirtió en jefe del departamento de Pintura. : 263  La reputación de la escuela creció y su matrícula se triplicó bajo el liderazgo de Philip Hale, Benson y Edmund C. Tarbell. Los estudiantes eran evaluados sobre la base de su habilidad y colocados en el nivel apropiado (de menor a mayor): Hale impartía la clase para principiantes, Benson se concentró en cómo representar figuras mientras que Tarbell cubría los bodegones. : 24 Benson, era llamado "Cher Maitre" ("Querido maestro") por sus alumnos, enseñó hasta 1913. Entre sus alumnos se encontraban la retratista Marie Danforth Page y la miniaturista Bertha Coolidge.

## Obras

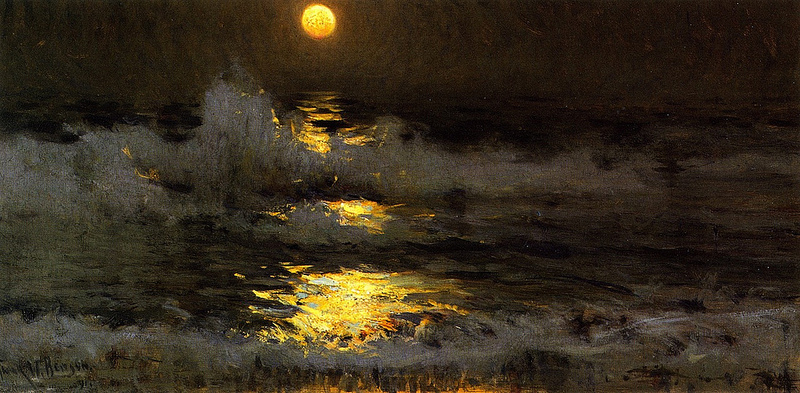
Claro de luna en las aguas 1899

William H. Gerdts, historiador del arte, escribió sobre el trabajo de Benson en su introducción a la biografía del pintor escrita por Faith Andrews Bedford: "Frank Benson pintó algunos de los cuadros más hermosos jamás ejecutados por un artista estadounidense. Son imágenes vivas con reflejos de juventud y optimismo, que proyectan una forma de vida a la vez inocente e idealizada y, sin embargo, resonante con un sentido de ciertas realidades selectivas de los tiempos contemporáneos". Su obra también formó parte de los concursos de arte en los Juegos Olímpicos de Verano de 1932 y los Juegos Olímpicos de Verano de 1936.

### Realismo
Benson abrió su primer estudio en Salem en 1886 con su amigo, Phillip Little, y comenzó a pintar retratos, : 263  una ocupación a la que Benson tomó muy en serio. Una vez dijo: "Cuanto más sabe un pintor sobre su tema, cuanto más lo estudia y lo comprende, más percibe quien lo mira su verdadera naturaleza, a pesar de que sea extremadamente sutil y no sea fácil de ver o entender. Un pintor debe investigar profundamente los aspectos de un tema, debe conocerlo y comprenderlo a fondo antes de poder representarlo bien".
Después Benson tuva un estudio en Boston en 1888 : 263 con Edmund C. Tarbell. Obtuvo una atención favorable en su primera exposición en la Society of American Artists en Nueva York, con una obra que sugería la influencia del realismo académico.

Por sugerencia de su amigo, Joseph Lindon Smith, Benson pasó varios veranos en Dublín desde 1889 hasta 1893, : 26 donde pintó y fue influenciado por Abbott Thayer. A principios de la década de 1890, comenzó a utilizar a los miembros de su familia como modelos. Benson recordó más tarde que fue entonces cuando se dio cuenta de que el dibujo era el componente más importante de la pintura. En consecuencia, las obras de la época evidencian un mayor interés y dominio del patrón, la silueta y el diseño abstracto.

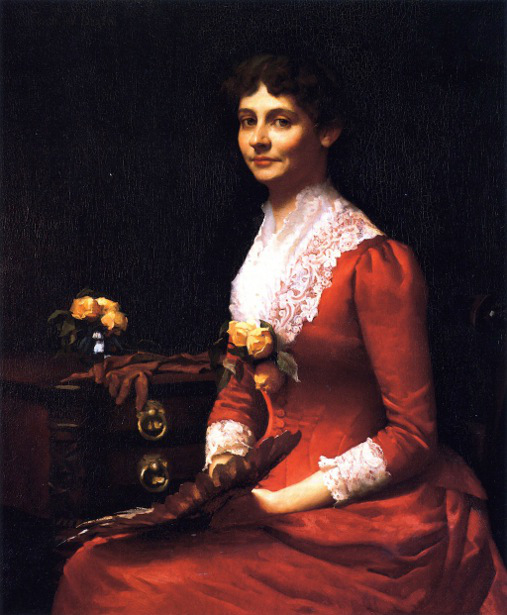
Retrato de Margaret Washburn, 1886, Colección privada
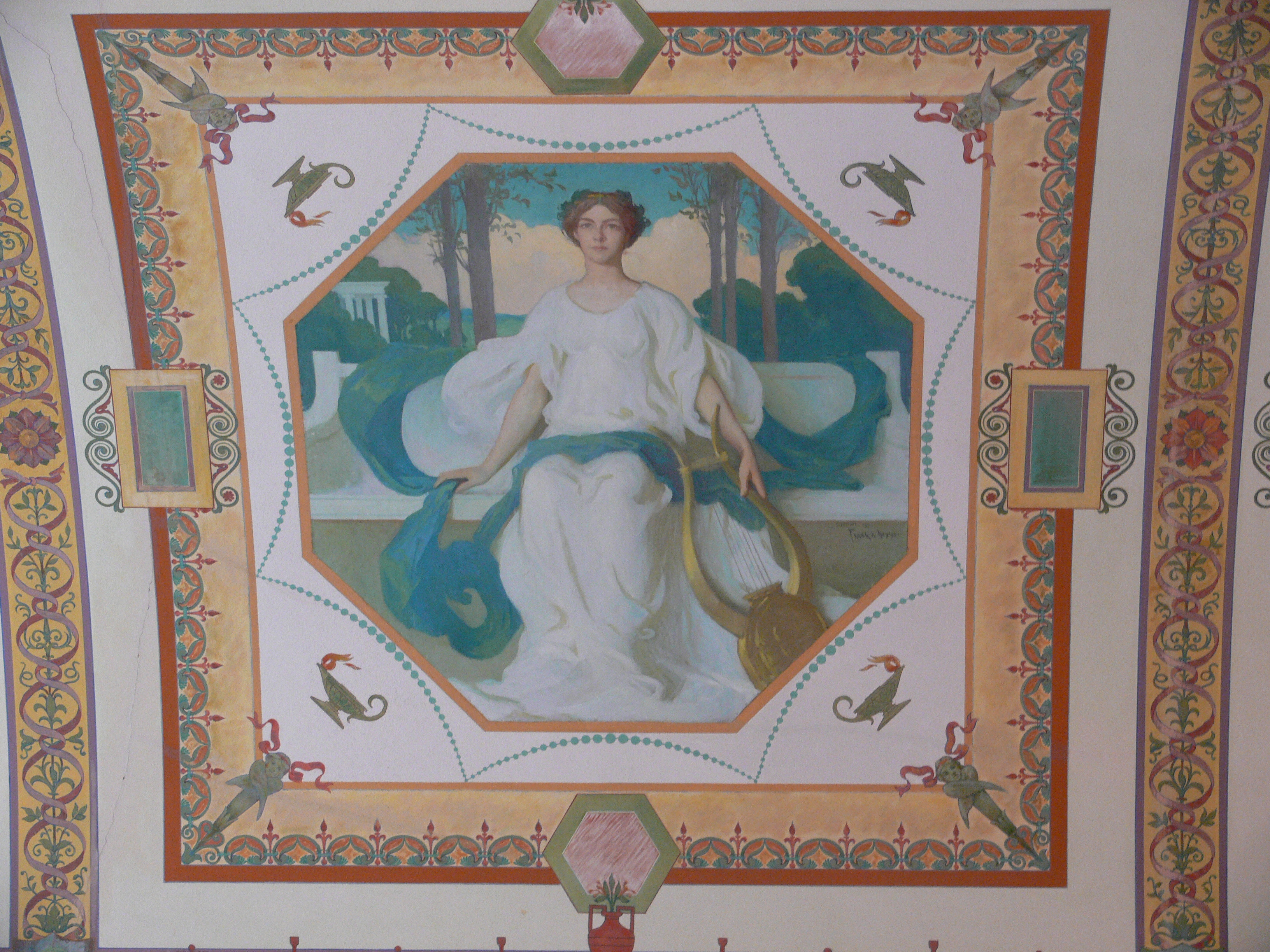
Las Gracias: Thalia, mural, 1900, Biblioteca del Congreso, Washington, DC
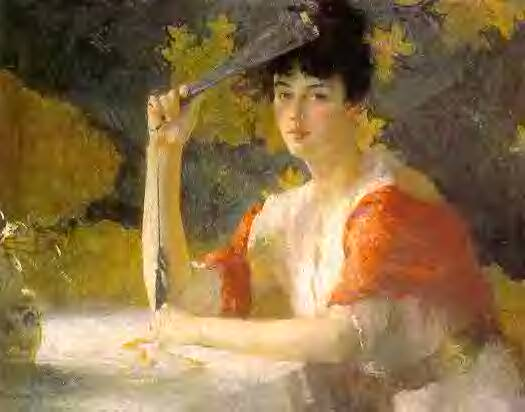
Rojo y dorado, retrato de la condesa Clelia de Candia, 1915, Butler Institute of American Art, Youngstown, Ohio

### Impresionismo
Fue solo después de unirse a los "Diez pintores estadounidenses" en 1898 cuando Benson pasó de los retratos, la pintura decorativa de murales (para la Biblioteca del Congreso) y las alegorías, a un interés genuino en el impresionismo al aire libre.
Continuando con un patrón que los Benson seguirían durante años, la familia salía de Boston durante los veranos. La familia pasó los veranos en New Castle, New Hampshire desde 1893 hasta 1900, : 263 donde Benson realizó algunas de sus primeras pinturas impresionistas, como Children in the Woods y Las hermanas. La popularidad de Las hermanas, un cuadro de sus hijas Elizabeth y Sylvia, que ganó medallas en exposiciones por todo Estados Unidos y en París, fue un preludio de los éxitos de los siguientes 20 años, cuando Benson se hizo famoso por una serie de cuadros de su familia. Después de New Castle, los Benson pasaban los veranos en la isla North Haven en Penobscot Bay en Maine en la Wooster Farm. : 263 Benson hizo obras impresionistas de su familia en la Wooster Farm al aire libre. La casa de verano ofrecía una gran vista de la bahía y sus alrededores. Cerca de la casa había un antiguo huerto, grandes campos que proporcionaban mucho espacio para que los niños jugaran y para un jardín, y la propiedad estaba al lado de una zona boscosa. : 72 
Al igual que los impresionistas franceses, Benson se centró en captar la luz. A su hija Eleanor le dijo: "Yo sigo la luz, de dónde viene, adónde va". Un crítico dijo sobre la obra de Benson: "Es imposible creer que la mera pintura, por muy claramente que se aplique, pueda brillar, brillar y brillar como lo hace esa luz dorada en su lienzo".

A través de su papel como maestro, su trabajo como artista y su afiliación con organizaciones profesionales para artistas, Benson fue un líder en el impresionismo estadounidense. En 1898, Benson y otros nueve artistas, incluidos William Merritt Chase, Thomas Dewing, Childe Hassam y J. Alden Weir, formaron " The Ten American Painters ". Realizaron exposiciones anuales de sus obras en Nueva York y, a menudo, exhibieron en otras ciudades, como Boston, y se hicieron conocidos como impresionistas estadounidenses. La Organización de Bellas Artes Tradicionales afirmó que fue "uno de los últimos grandes impresionistas estadounidenses".

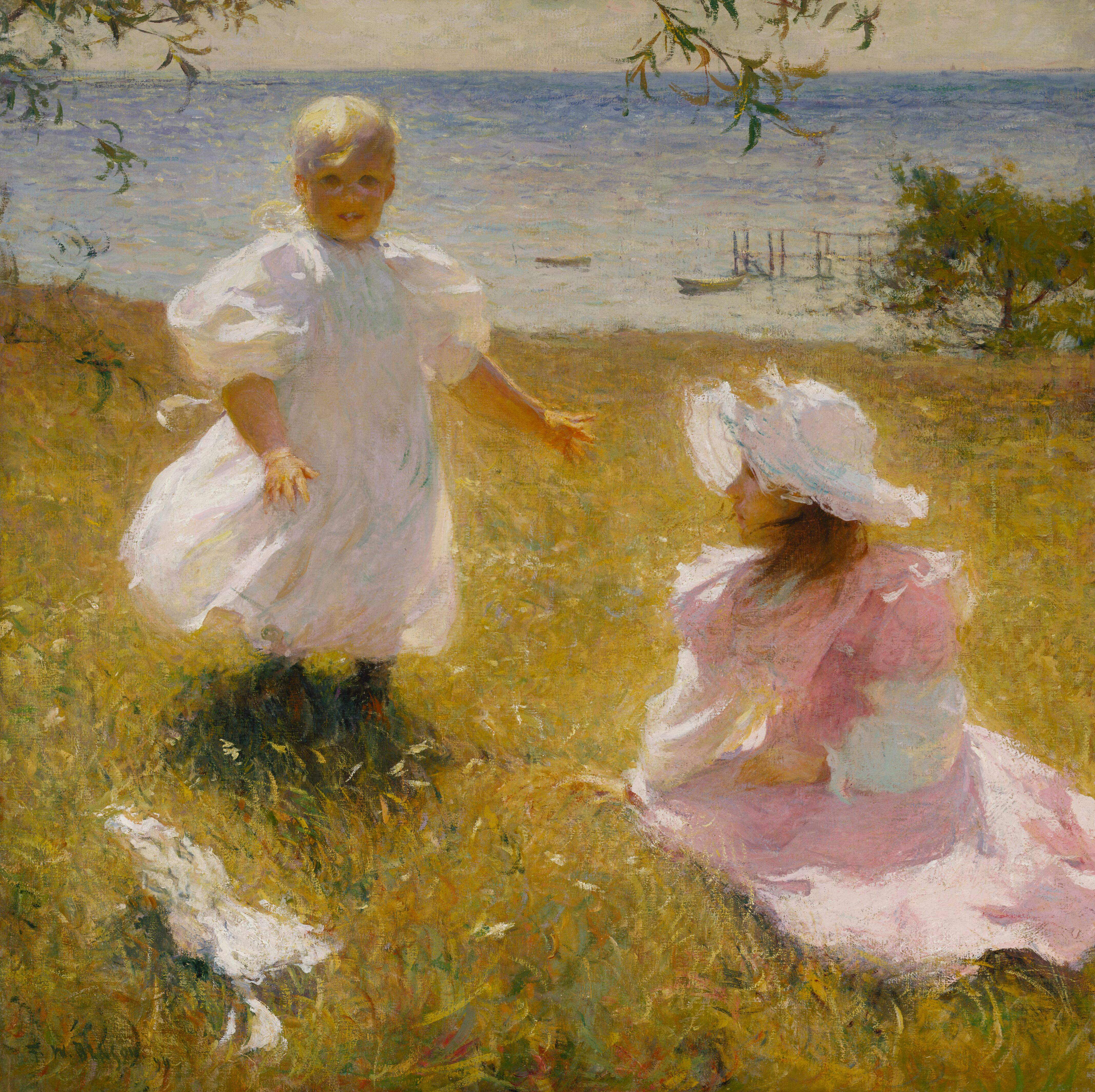
Las hermanas, 1899, Museo Terra, Chicago
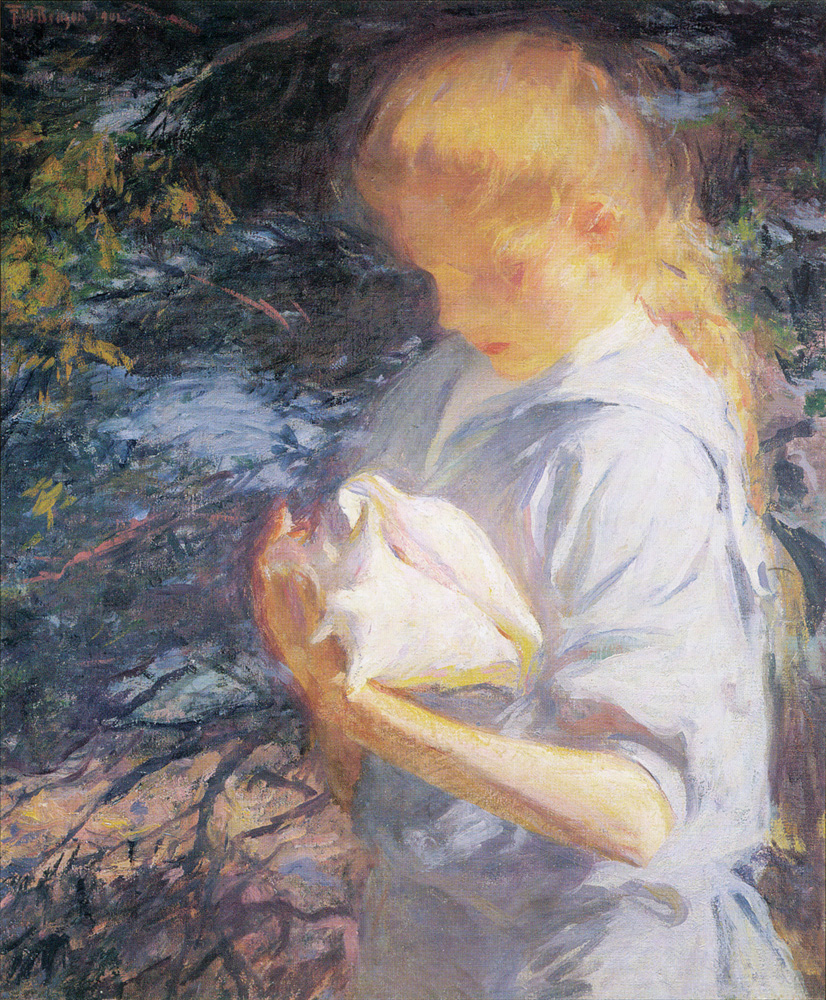
Eleanor sosteniendo una concha, 1902, colección privada
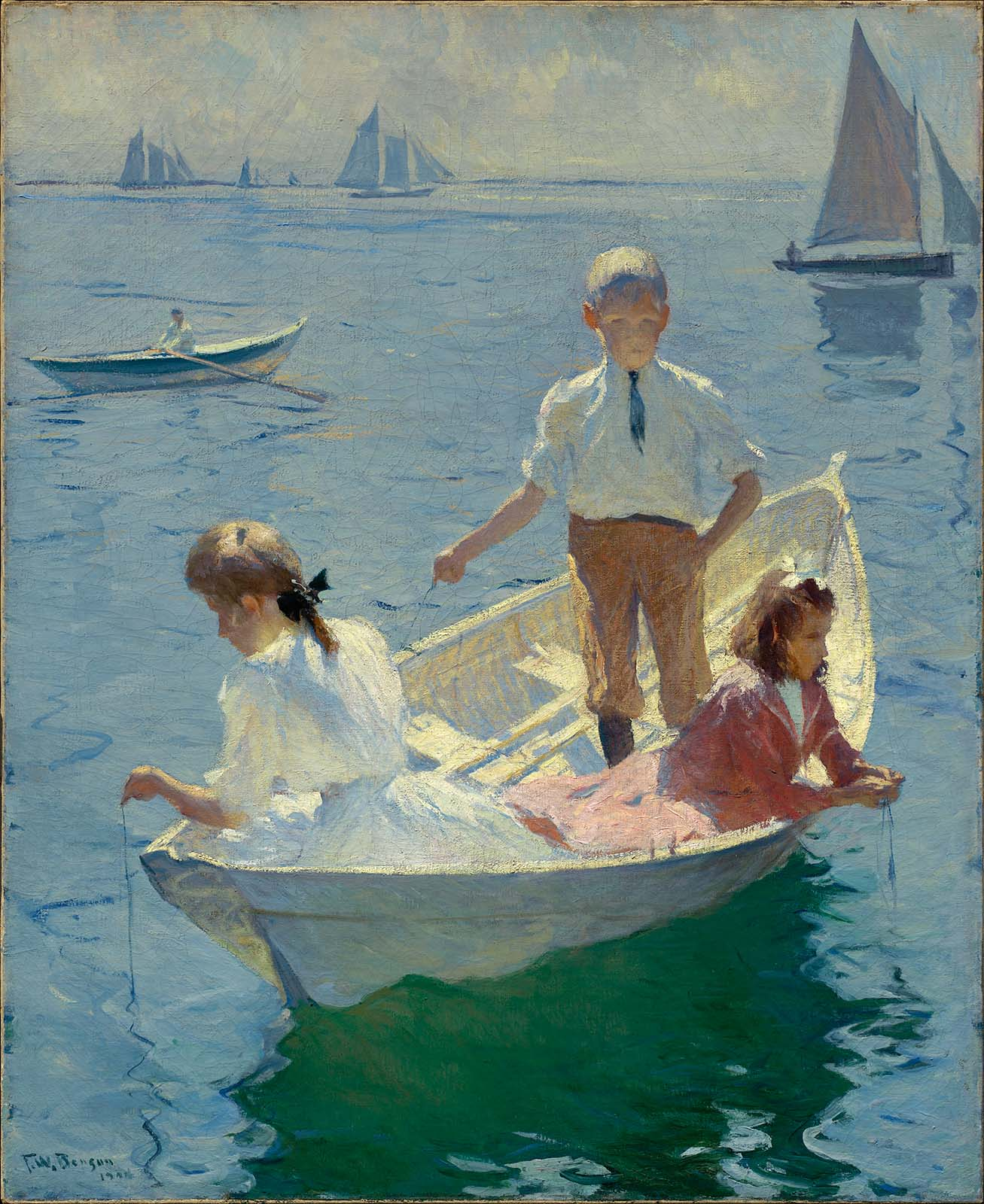
Calm Morning, 1904, Museo de Bellas Artes de Boston
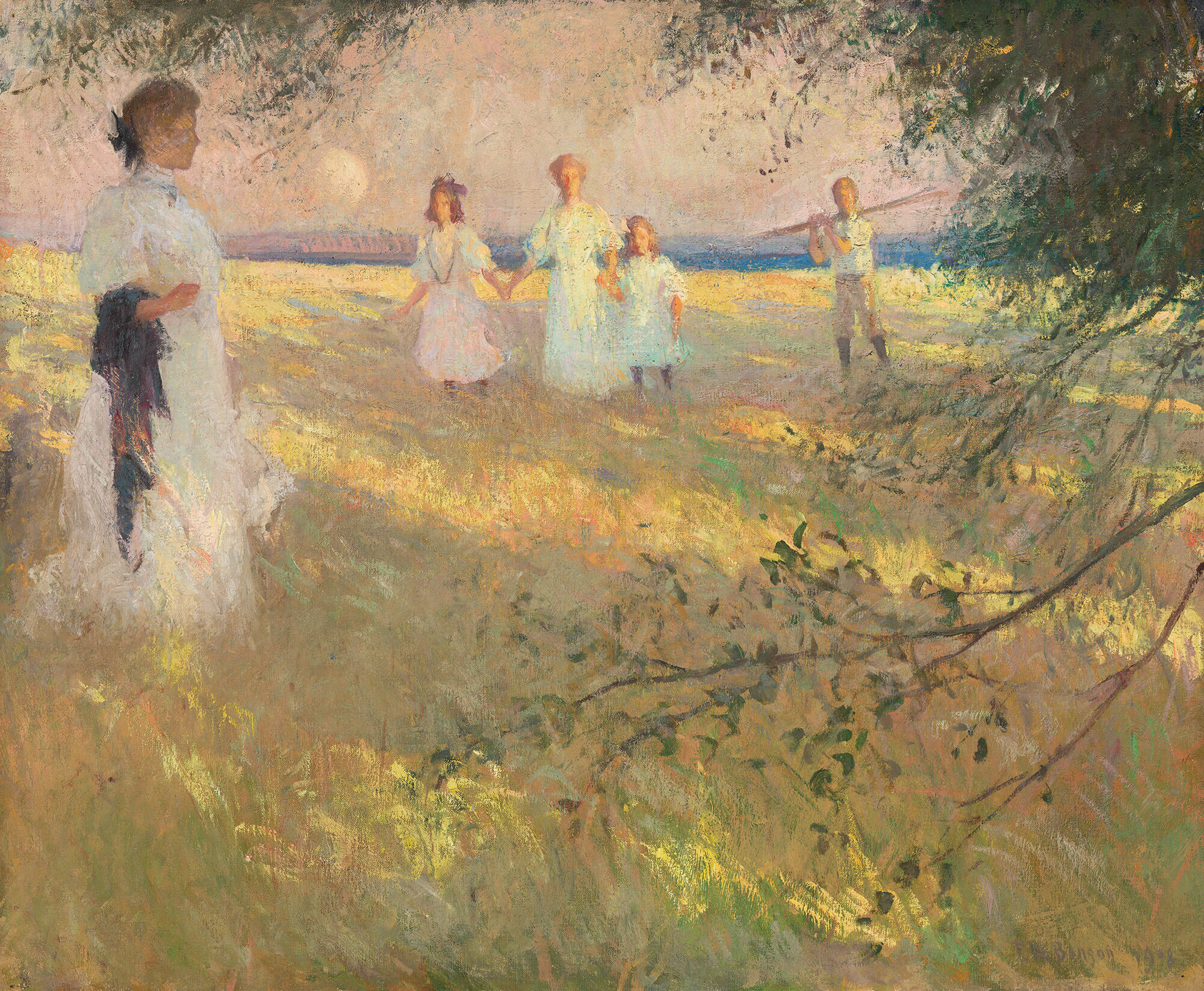
Luz del atardecer, 1908, Museo de Arte de Cincinnati, Ohio

### Fauna silvestre

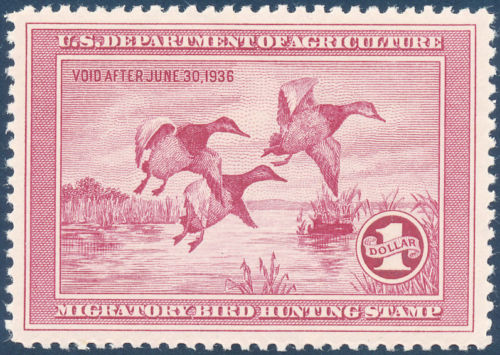
Sello de caza de aves migratorias de EE. UU. de 1935 basado en una obra de Benson

Antes de que Benson comenzara sus pinturas impresionistas, hizo muchas pinturas de paisajes y marinas. Usó varios medios o técnicas para captar su amor por la vida salvaje, incluyendo la aguada, acuarela, óleo, litografía y aguafuerte. Con respecto a su dominio artístico, el director del Museo Peabody de Essex, el Dean Lahikainen, comentó: "Benson era un artista único, ya que había dominado tantos medios y temas diferentes. Y desde sus primeras obras hasta el final, la luz es lo que le interesaba."
Como reminiscencias del objetivo original de Benson para ser artista de convertirse en ilustrador ornitológico, : 8 las aves fueron el tema de la mayoría de sus aguadas, aguafuertes y acuarelas.
Aguadas
En la cabaña de caza de Cape Cod que compró con sus cuñados, Benson comenzó a trabajar con la aguada en blanco y negro en la década de 1890. Las obras fueron un gran éxito comercial, tanto que Benson no pudo satisfacer la demanda.
Grabado
En 1914, Benson comenzó a grabar como un pasatiempo interesante que requería que dominara una técnica compleja para lograr el efecto deseado. : 112 En 1915 expuso por primera vez grabados de aves salvajes, con gran éxito popular. : 116–117 Benson recurrió cada vez más a la representación de paisajes con vida silvestre, una consecuencia de su interés por la caza y la pesca. Continuó ejecutando una producción constante y rentable de grabados. Aunque más reconocido por sus pinturas impresionistas, se hizo igualmente popular por sus aguafuertes. Arthur Philpott, crítico del Boston Globe, afirmó que Benson era el "grabador más conocido y popular del mundo". : 117–118 A una de sus hijas le dijo: "Todo el proceso, desde la placa desnuda hasta la impresión terminada, está lleno de fascinantes posibilidades y posibles fallos". : 112 A Benson, uno de los mejores grabadores del siglo XX, se le atribuye haber hecho de los grabados de vida silvestre un género distinto. Benson fue miembro de la Society of American Graphic Artists, conocida como The Society of American Etchers de 1915 a 1947, con sede en  Nueva York y participó en muchas de sus exposiciones.

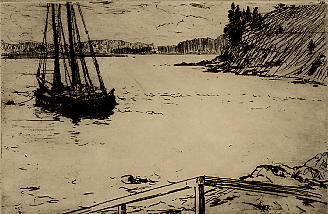
The Anchorage, aguafuerte, 1915, Galería de Arte, Universidad de New Hampshire
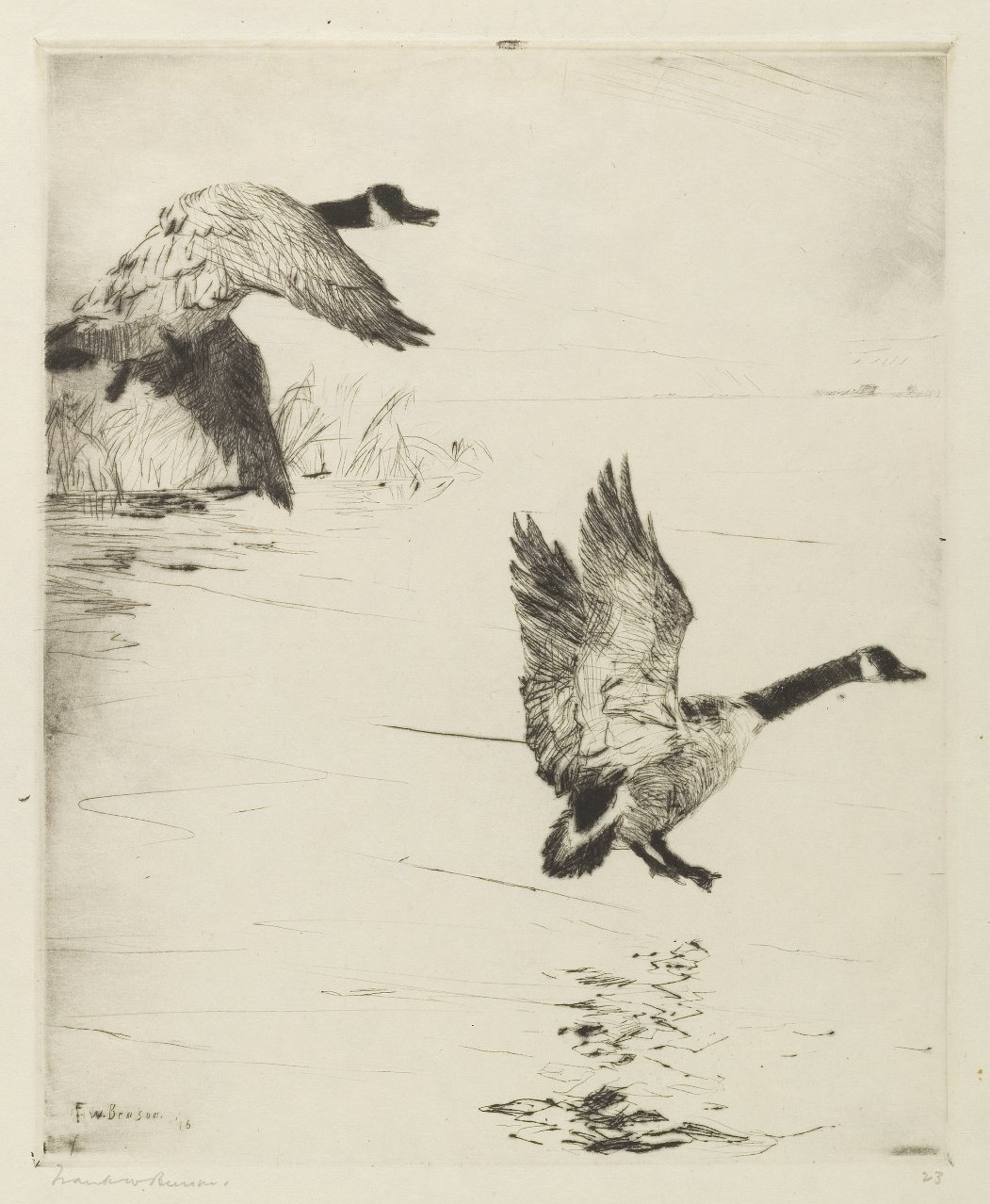
Gansos que se posan, ca. 1916, aguafuerte, Museo de Brooklyn, Nueva York
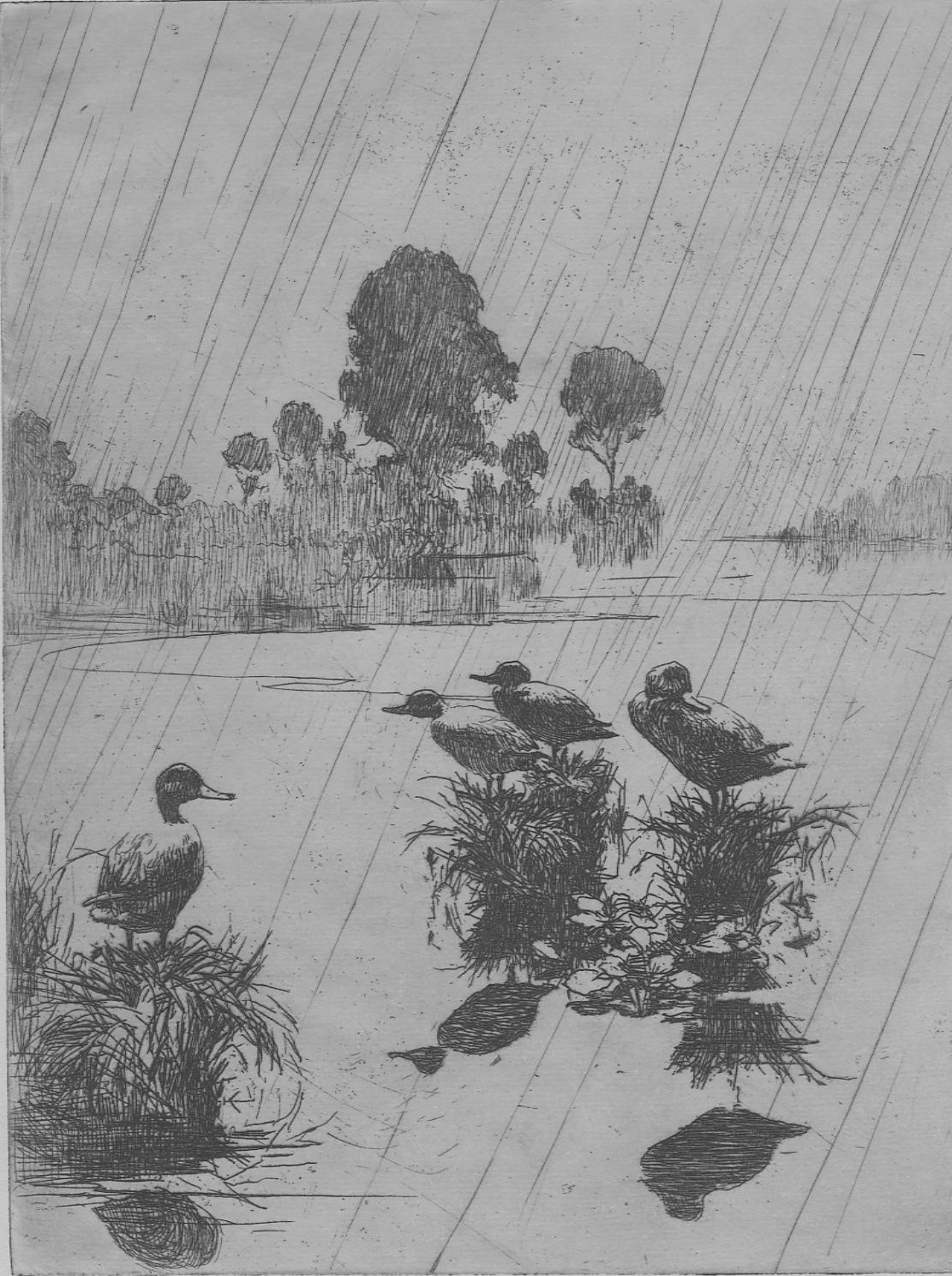
Patos bajo la lluvia, aguafuerte, 1918, Galería de Arte, Universidad de New Hampshire

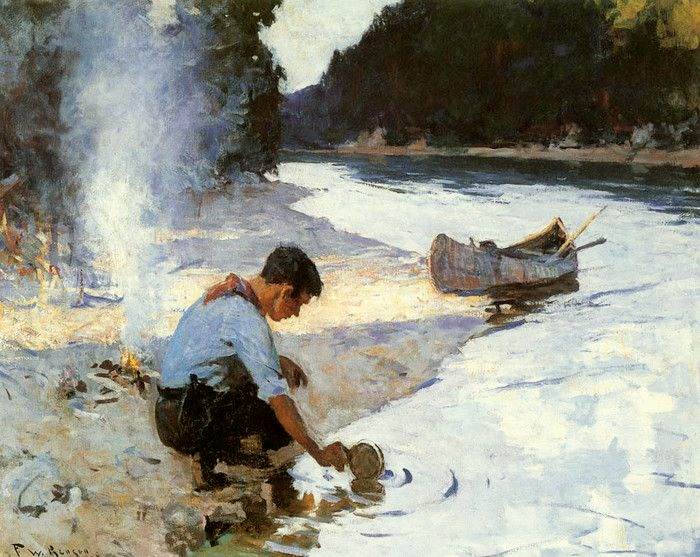
Campamento, 1921

Acuarelas
Las pinturas a la acuarela de Benson comenzaron en un viaje de pesca en Canadá en 1921. y a menudo eran producto de estancias de caza de aves en Cape Cod y expediciones de pesca de salmón en Canadá. : 134, 144 Un crítico escribió sobre sus acuarelas: "El amor por la naturaleza casi primitiva que aparece en muchos de los paisajes de (Winslow) Homer y el toque rápido y seguro con el que sugiere en lugar de describir, también caracterizan el trabajo de Benson. La soledad de los bosques del norte se parece mucho a la de Homer". Benson hizo más de 500 acuarelas durante su vida.
Pinturas de óleo
Hunter in a Boat (1915) y Twilight (1930) son algunos ejemplos de las pinturas al óleo de Benson sobre paisajes con vida silvestre.
Benson fue elegido en 1919 como el primer presidente de la Sociedad Ornitológica del Condado de Essex. : 264 
A petición de su colega artista y conservacionista Jay Norwood "Ding" Darling, Benson diseñó el segundo sello federal sobre patos en 1935. : 235 

### Galería

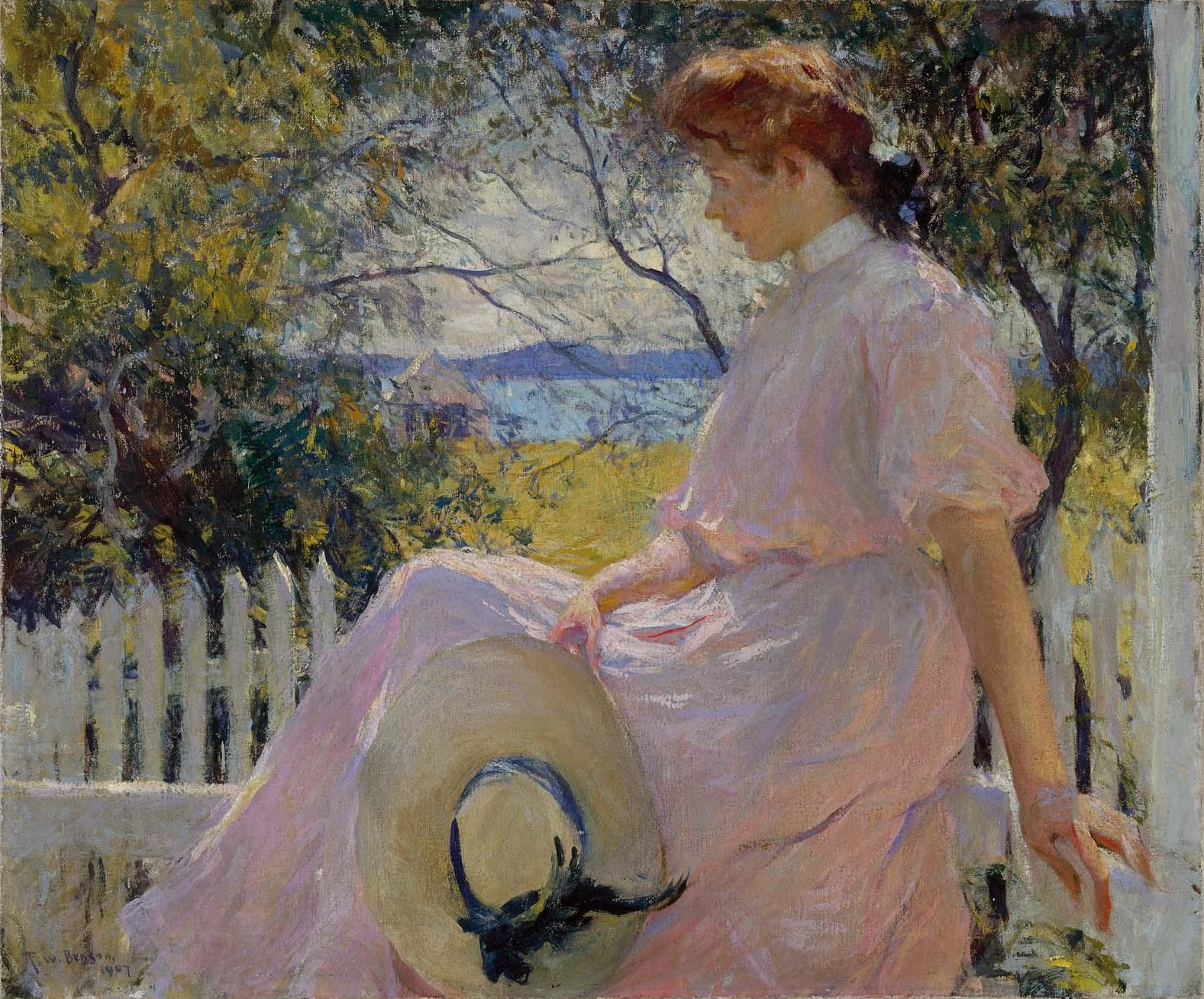
Eleanor, 1907
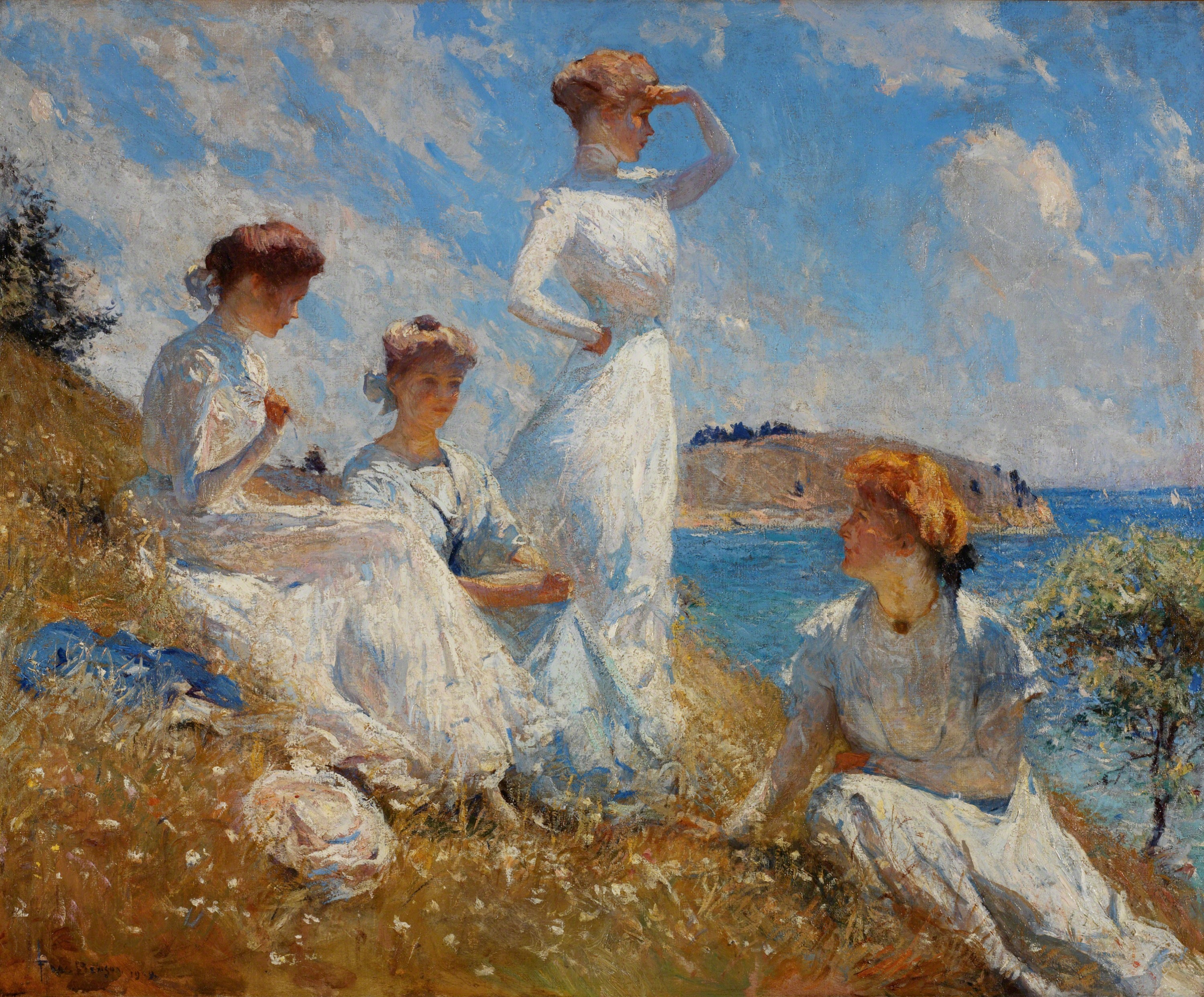
Verano, 1909
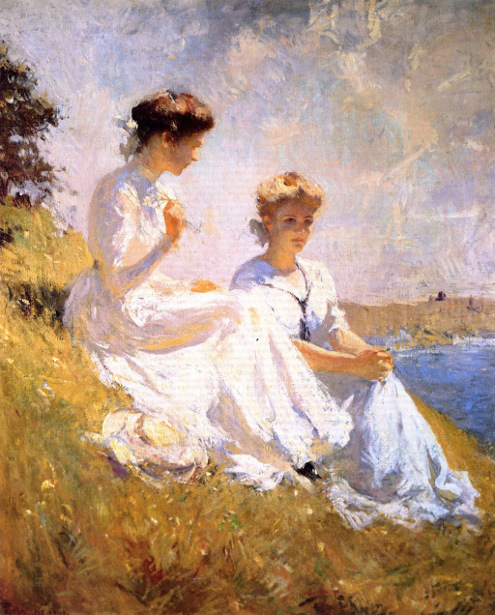
Elizabeth y Ann, c.1909
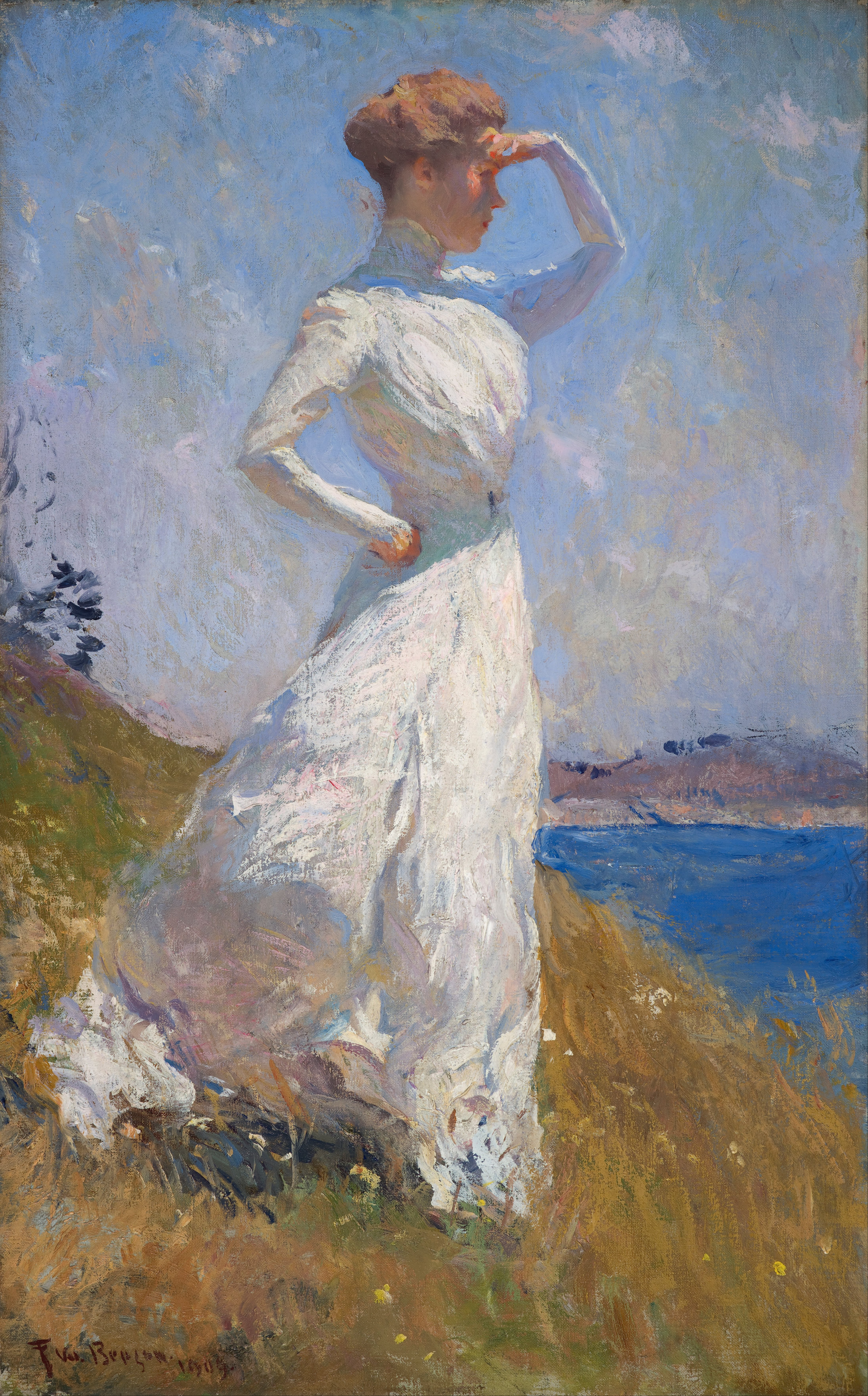
Verano, retrato de la condesa Rita de Candia, 1909
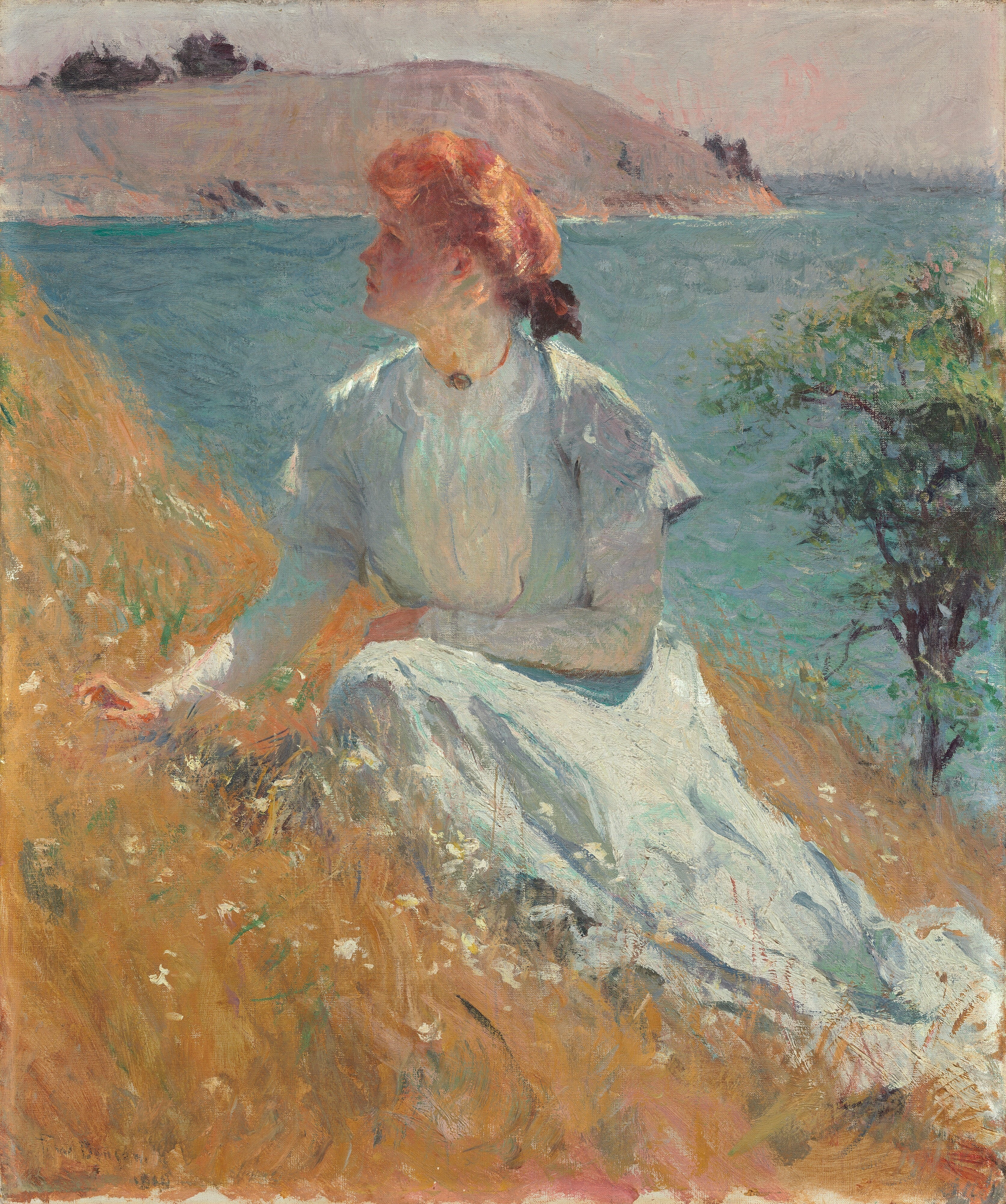
Margaret Gretchen Strong, 1909
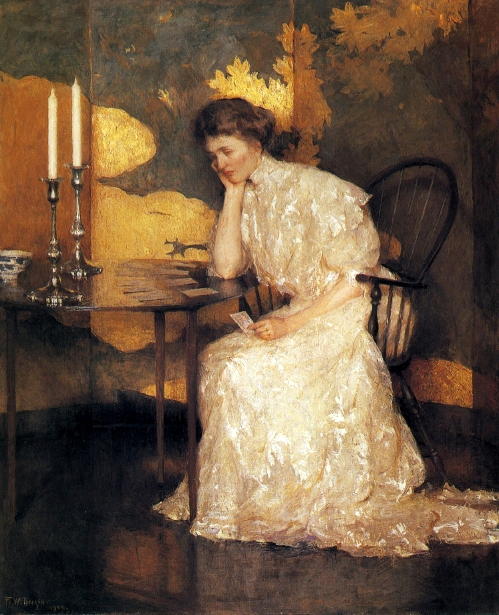
Jugando al Solitario oil 1909
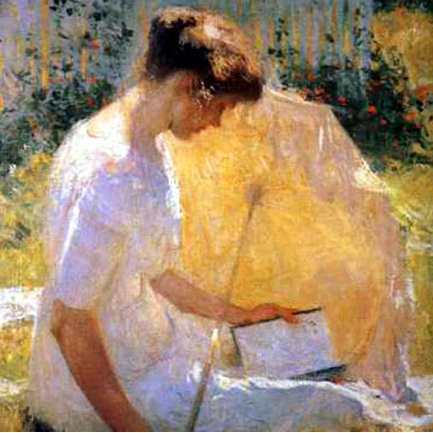
El Lector, retrato de la condesa Cecilia Maria de Candia, ca. 1910
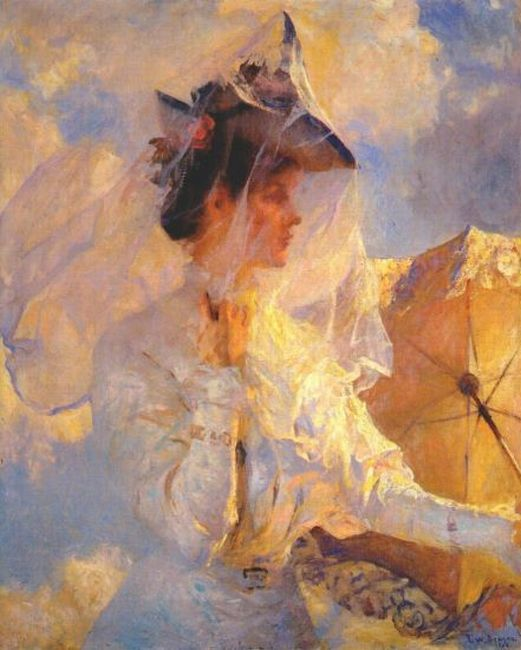
Contra el viento, ca. 1912
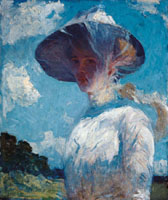
Estudio para una Joven con Velo, 1912
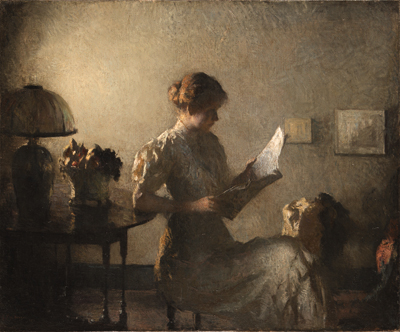
El Cuarto Gris, 1913
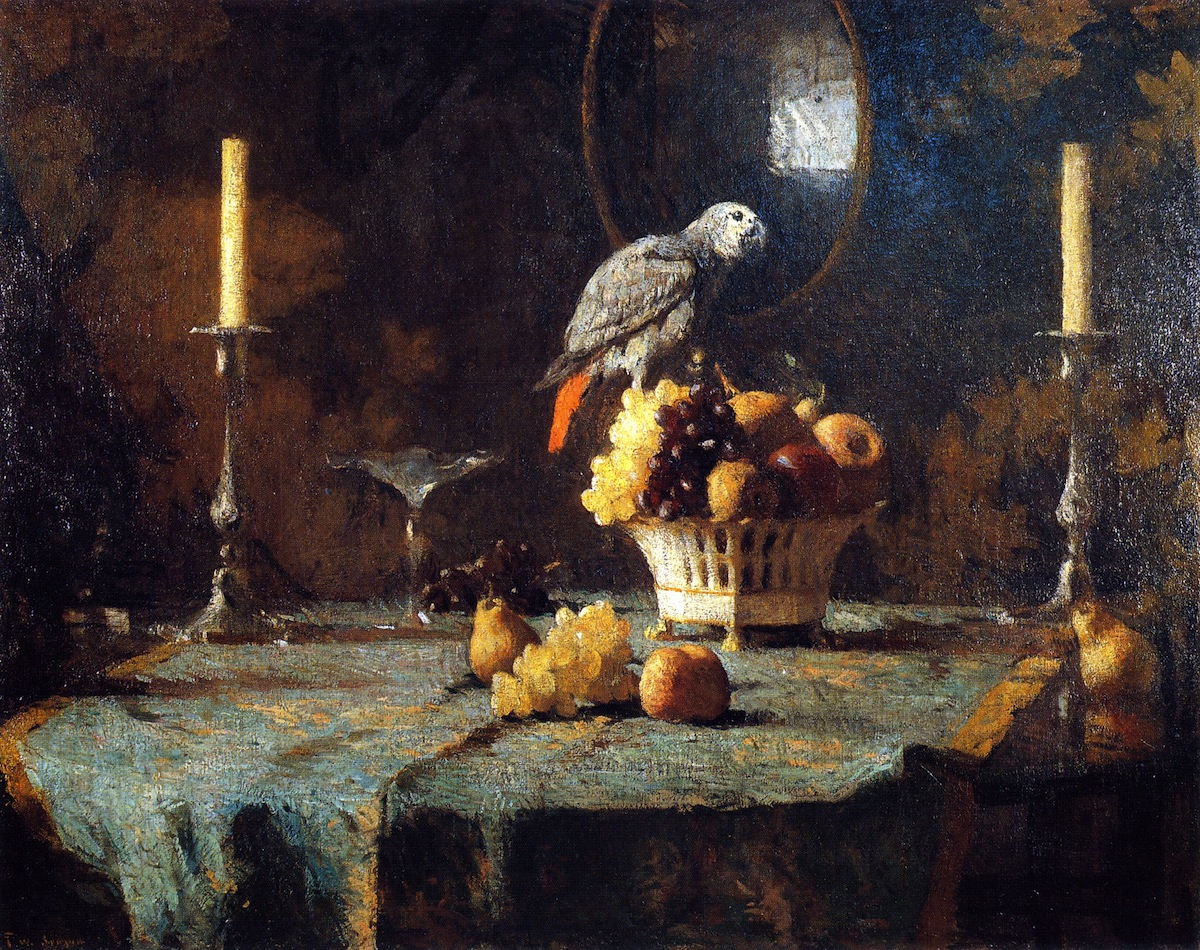
La Mesa del Comedor, 1919
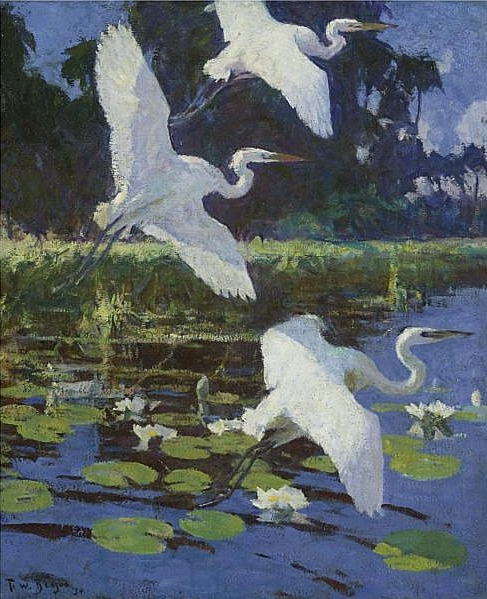
Garzas Blancas 1923

## Muerte y ventas póstumas
Benson está enterrado en el cementerio Harmony Grove de Salem.
Hasta la fecha, el precio más alto en que se ha subastado  un óleo de Benson ha sido de 4,1 millones de dólares, realizado en Sotheby's en 1995.
El 19 de octubre de 2006, se subastó una pintura a la acuarela de Benson por 165.002 dólares. La pintura fue donada de forma anónima a una sede de las Oregón Goodwill Industries, muy probablemente sin que el propietario supiera su valor. Las ofertas en el sitio web shopgoodwill.com comenzaron en 10 dólares y aumentaron después de que se autenticó la obra.

## Figura en una habitación

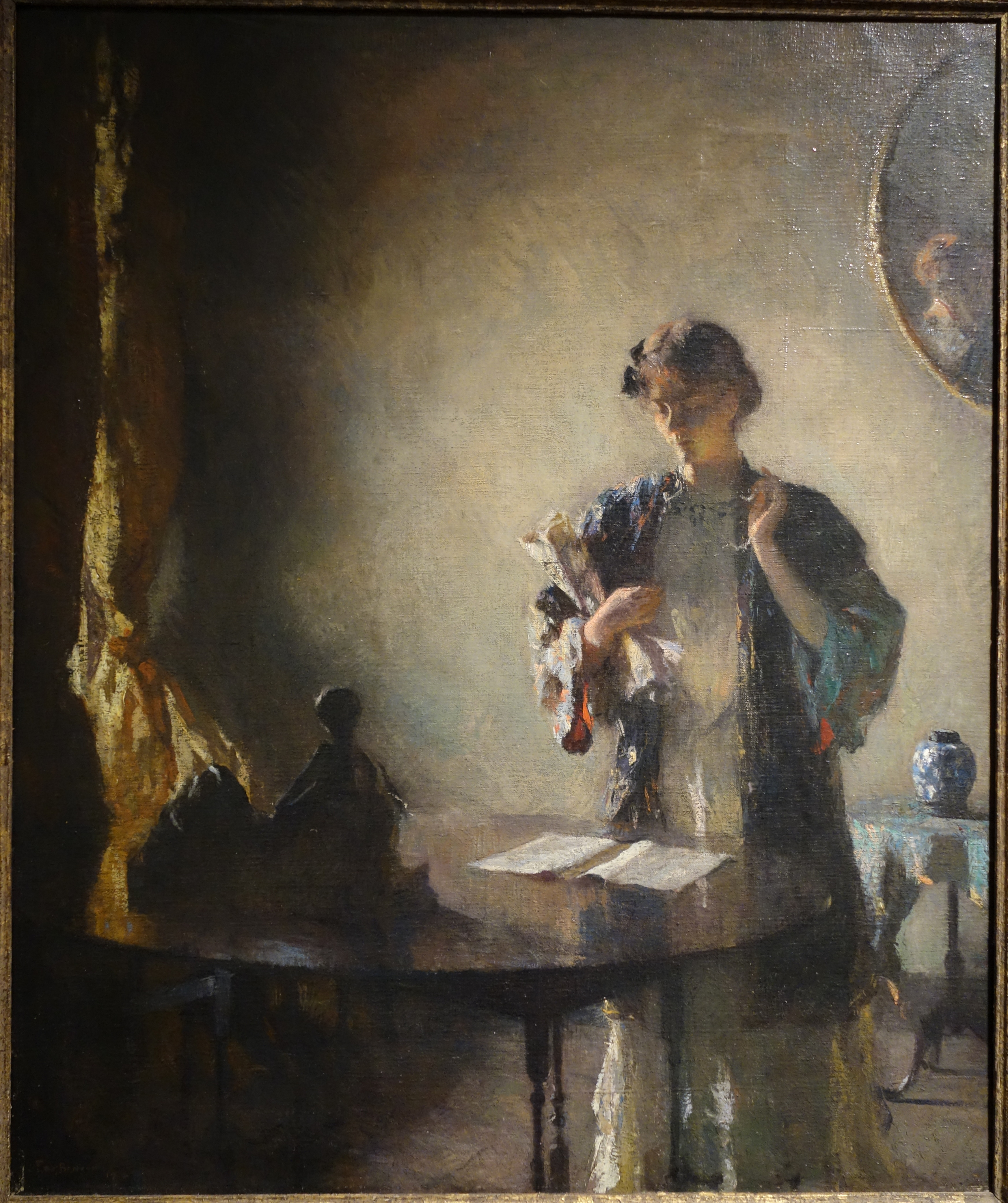
Figura en una habitación de Frank Weston Benson, 1912, óleo sobre lienzo - Museo de Arte Americano de Nueva Bretaña

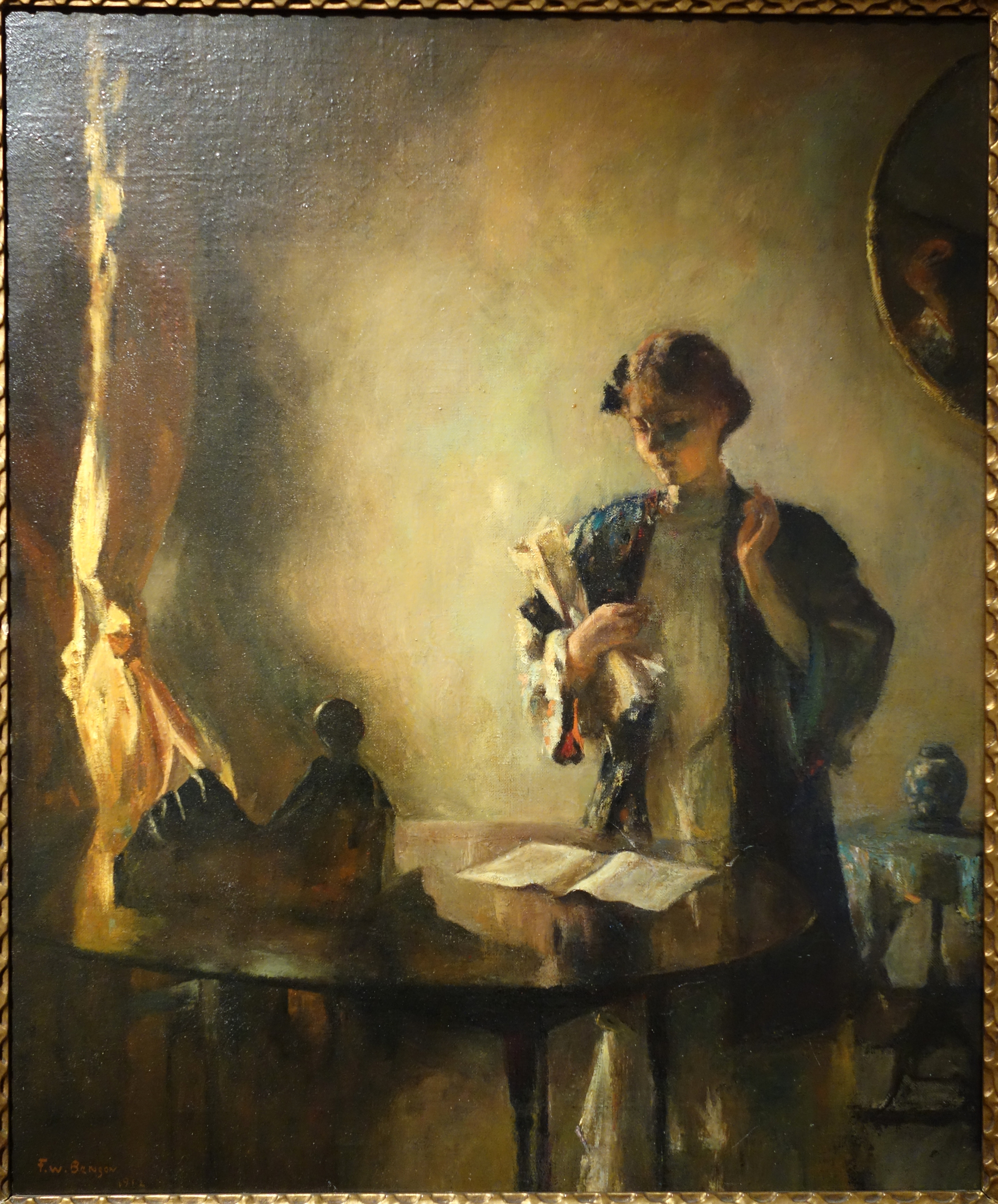
Interior, óleo 1912, copia

Figura en una habitación de Benson, una pintura al óleo realista de 1912 de una mujer situada detrás de una pequeña mesa en una habitación, estuvo involucrada en una controversia que surgió mucho después de la muerte del artista. El Detroit Club aparentemente compró la pintura en 1914, después de una exposición realizada allí por Benson. En algún momento durante las siguientes décadas, la pintura fue reemplazada en las instalaciones del club por una excelente cópia o falsificación, que se insertó en el marco original de la pintura. El Benson original finalmente fue conseguido por un coleccionista llamado Donald Purdy, y más tarde por el Museo de Arte Americano de Nueva Bretaña. La pintura falsa de Benson que quedó en el Detroit Club finalmente se vendió por 38.500 dólares a un abogado y su esposa, en una subasta realizada por Christie's en 1986. Cuando los nuevos propietarios comenzaron su propia investigación de la pintura muchos años después, se enteraron de que el Museo de Nueva Bretaña tenía una pintura sorprendentemente similar de Benson en su colección. El intento posterior de la pareja de vender la pintura terminó cuando Sotheby's (que también se enteró de la pintura de Nueva Bretaña) declaró que probablemente era una falsificación. Se presentó una demanda contra Christie's alegando negligencia y/o fraude; pero un tribunal de Delaware falló a favor de los demandados, opinando que la responsabilidad fiduciaria del subastador era con el vendedor y no con el comprador. El tribunal también señaló que la garantía de autenticidad de seis años de Christie, claramente comunicada, había expirado hacía mucho tiempo. Hoy, las dos pinturas de "Figura en una habitación" involucradas en esta controversia cuelgan una al lado de la otra en el Museo de New Britain (CT); los visitantes están invitados a decidir por sí mismos cuál es real y cuál es falso. La erudita de Benson, Faith Andrews Bedford, señala que el marco es un marco tallado a mano por Wilfred Thulin, uno de los miembros de la famosa escuela de artes y oficios de Boston. Recientemente ha donado al museola bata que luce la modelo del cuadro.

## Exposiciones
- 1885 - After the Storm en la Royal Academy de Londres
- 1889 - Academia Nacional de Diseño en Nueva York, ganó el primer premio por Orpheus
- 1891 - Primera muestra privada del trabajo de Benson, Chase Gallery, Boston con Edmund C. Tarbell
- 1894 - Primera exhibición conocida de aves silvestres, exhibió Swan Flight
- 1897 - Con otros nueve hombres, realizó su propia exposición en la ciudad de Nueva York.
- 1898 - Primera exposición como Ten American Painters en la ciudad de Nueva York.
- 1899 - Segunda exposición como Ten American Painters en la ciudad de Nueva York, incluidos Children in the Woods, la primera pintura impresionista exhibida por Benson.
- 1900 - Las Hermanas se presentaron en la Exposición Universal de París y ganaron una medalla de plata.
- 1904 - Primera exposición conocida de una naturaleza muerta de Benson
- 1912 - Primera muestra conocida de dibujos de lavado en blanco y negro, muestra Ten American Painters
- 1913 - Primera exposición individual dedicada a dibujos lavados de aves silvestres, Copley Society of Art, Boston.
- 1915 - Los grabados de Benson se exhibieron por primera vez, The Guild of Boston Artists
- 1915 - Primera exposición individual dedicada a los grabados, Galería George Gage
- 1915 - Primera exposición individual dedicada a grabados en Nueva York, Kennedy Galleries
- 1916 - Primera exposición individual dedicada a grabados fuera de los Estados Unidos, Museo Británico .
- 1922 - Primera exposición de sus acuarelas en Nueva York, Boston y Cleveland
- 1945 - Su última exposición individual de aguafuertes en Arthur Harlow & Sons Gallery, Nueva York.
- 1950 - Su última exposición en la Academia de Bellas Artes de Pensilvania[5] : 263–264

Exposiciones retroactivas de su obra en 1921 en el Gremio de Artistas de Boston en 1917, : 241 Corcoran Gallery of Art, en 1924 en el Carnegie Institute y el Akron Art Museum, en 1936 en la Guy E. Mayer Gallery de Nueva York y en 1938 en el Museum of Fine Arts de Boston. : 263–264 

## Premios

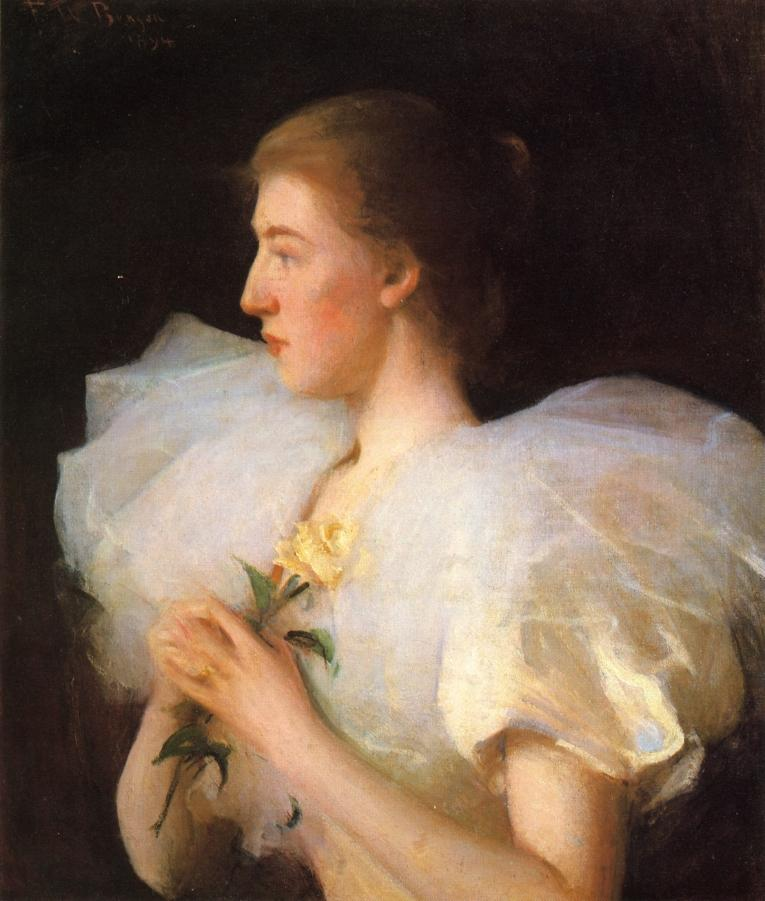
Emily Vanderbilt Binney - 1894

En la década de 1890 comenzó a recibir sus primeros premios y después del cambio de siglo ganó premios por sus pinturas impresionistas, sus acuarelas y grabados de la vida silvestre que ganaron premios en las décadas de 1920 y 1930 y hasta los 86 años. En 1914, el Boston Transcript llamó a Benson "el pintor con más medallas de Estados Unidos".
Los premios que ganó Benson incluyen:
- 1889 Tercer premio Hallgarten, Academia Nacional de Nueva York por Orfeo [5] : 263–264 [10]
- 1891 Premio Thomas B. Clark, Academia Nacional[9]
- 1896 Premio Shaw Fund, Sociedad de Artistas Estadounidenses[9]
- 1900 Medalla de plata, Exposición Universal de París por Las hermanas [5] : 263–264
- 1903 Primer premio, Premio Carnegie, Pittsburgh[27]
- 1906 Premio Thomas R. Proctor, Academia Nacional[9]
- Premio Henry Ward Ranger Fund por Still Life, ahora en el Museo Nacional de Arte Americano[19]
- 1922 Premio Frank G Logan por Naturaleza muerta [28]
- 1924 Premio Frank G Logan[28]

Recibió una Maestría honoraria en Bellas Artes de la Universidad de Tufts en 1930 y fue seleccionado para el Instituto Nacional de Letras y Artes en 1945. : 264 